# 화성의 유령들
《화성의 유령들》(영어: Ghosts of Mars)은 2001년에 개봉한 미국의 영화이다.

## 줄거리
2176년을 배경으로, 화성은 84% 테라포밍되어 지구와 유사한 대기를 갖게 된다. 화성 사회는 크리세 시를 중심으로 한 모계 사회가 되었으며, 작은 전초기지들이 광범위한 기차 네트워크로 연결되어 있다. 일련의 의문의 '사건'이 발생한 후, 멜라니 발라드 경찰 중위는 유죄 판결을 받은 제임스 '데솔레이션' 윌리엄스를 회수하기 위한 외딴 광업 전초기지 샤이닝 캐년으로의 재앙적인 임무 이후 증언을 하기 위해 심문회에 소환된다. 그녀는 그 임무의 유일한 생존자로 보인다.
일련의 회상(그리고 새로운 관점이 서사에 통합되면서 회상 속의 회상)을 통해 발라드는 임무의 세부 사항을 설명한다. 헬레나 브래독 대위, 거만한 제리코 버틀러 병장, 신참 경관 바시라 킨케이드, 마이클 데스칸소와 함께 발라드는 샤이닝 캐년에 도착하는데, 마을은 텅 비어 있는 것처럼 보인다. 지역 감옥을 조사하던 브래독은 자신들을 감방 중 하나에 가둬둔 것처럼 보이는 세 명의 개인을 발견한다. 그들 중에는 과학 장교 알린 휘틀록 박사도 있다. 발라드와 버틀러는 또한 방향 감각을 잃은 몇몇 광부들과 죄수 윌리엄스를 발견한다.
발라드와 함께 마을을 순찰하던 중 브래독이 갑자기 사라지자, 버틀러는 그녀를 찾아 나서겠다고 자원하고 발라드는 윌리엄스가 탈출한 감옥으로 돌아간다. 발라드와 윌리엄스는 곧 몇몇 광부들의 공격을 받아 협력하여 그들을 무력화시킨다. 발라드는 그들 중 한 명을 쏘아 죽일 수밖에 없었고, 이로 인해 질병이 세 명의 생존자 중 한 명에게 전염된다. 브래독을 찾아 마을 외곽으로 나선 버틀러는 야생 광부가 브래독의 잘린 머리를 다른 많은 머리들과 함께 말뚝에 박는 것을 목격한 후, 아래쪽 협곡에서 끔찍한 자해 행위와 의식적인 처형을 자행하는 대규모 무리를 발견한다.
윌리엄스의 친구들이 도착하여 발라드와 버틀러에게 그를 풀어주라고 강요한다. 그들은 원래 경찰관들과 남아있는 광부들을 죽게 내버려 둘 계획이었지만, 발라드는 그들을 설득하여 함께 생존하도록 한다. 그들의 초기 탈출 노력은 야생 광부 군대가 그들의 위치로 몰려와 그들 중 몇 명을 죽이고, 부상시키고, 감염시키면서 중단된다. 발라드의 추궁에 휘틀록은 결국 멸종된 화성 문명이 만든 고대 지하 금고를 발견한 후 자신의 직책을 벗어났다고 설명한다. 금고 문이 열렸을 때, 그것은 적대적인 영혼 또는 "유령"을 풀어놓았고, 이것이 노동자들을 점유하여 폭력적인 행동을 유발했다. 빙의된 인간을 죽이는 것은 단지 화성 영혼을 풀어 다른 숙주를 점유하게 할 뿐이다. 발라드는 이 화성 영혼들이 인간을 침략 종족으로 믿고 있다고 추측한다. 발라드는 잠시 빙의되지만, 버틀러가 그녀가 몰래 복용하고 있던 불법 환각제를 먹이자 화성 영혼은 그녀의 몸을 떠난다.
빙의된 노동자들이 감옥을 침범하자 그룹은 도망쳐야 했고, 발라드, 윌리엄스, 버틀러, 킨케이드, 휘틀록만이 살아남았다. 그들은 기차에 탈 수 있었지만, 발라드는 화성 위협을 제거할 의무가 있음을 깨닫고 샤이닝 캐년으로 돌아가 전초기지의 핵 발전소를 과부하하기로 결정한다. 그들은 이어지는 핵 폭발이 영혼들을 기화시킬 것이라고 가정한다. 그들은 용융을 시작할 수 있었지만, 휘틀록은 빙의되었고, 버틀러, 킨케이드, 두 기차 운전사는 죽었다. 기차에 탑승한 발라드와 윌리엄스는 군대가 폭발에 휩싸이는 것을 지켜본다. 윌리엄스는 발라드의 상처를 돌본다. 당국에 맞설 의지가 없는 그는 발라드를 그녀의 간이침대에 수갑으로 채우고 떠난다. 그녀는 그를 쏘려고 하지만, 그에 대한 존경심을 깨닫고 그가 탈출하게 내버려 둔다.
재판 후 쉬고 있던 발라드는 도시가 공격받고 있다는 경보에 잠에서 깬다. 영혼들을 파괴하려는 그들의 시도가 실패했음을 깨닫고, 그녀는 혼자서 맹공격에 맞설 준비를 하지만, 윌리엄스가 그녀에게 무기를 건네며 나타난다. 두 사람은 함께 도시를 빠져나가기로 한다.

## 한국판 성우진(KBS)
- 정미숙 - 멜라니 경위(나타샤 헨스트리지)
- 김영진 - 윌리엄스(아이스 큐브)
- 홍시호 - 제리코(제이슨 스테이섬)
- 안소연 - 바슐라(클리어 듀발)
- 김옥경 - 경감(팸 그리어)
- 이경자 - 박사(조안나 캐시디)
- 이선영 - 의장(로즈메리 포사이스)
- 김태연 - 열차 조종사(피터 제이슨)
- 장승길 - 온노(듀안 데이비스)
- 최병상 - 죄수(릭 데너스타인)
- 김래환 - 경찰(말리암 웨이티) / 도스(로보 세바스찬)
- 임주현 - 죄수(완다 드 헤수스)
- 이재웅 - 경찰(로버트 캐러딘) / 트레즈(로드니 A. 그랜트)